# Euapatura
Euapatura is een geslacht van vlinders uit de familie Nymphalidae.

## Soorten
- Euapatura mirza